# Lliga de Campions de la CAF 2010
La Lliga de Campions de la CAF 2010 és la 46a edició de la competició internacional de clubs africana. El guanyador d'aquesta edició representarà al continent en el Campionat del Món de Clubs de futbol 2010.

## Ronda preliminar
12/14 de febrer i 26/28 de febrer de 2010.
| Partit | Equip 1               | Resultat global | Equip 2               | Resultat anada | Resultat tornada |
| ------ | --------------------- | --------------- | --------------------- | -------------- | ---------------- |
| 1      | APR FC                | 3:2             | Recreativo Libolo     | 2:2            | 1:0              |
| 2      | Djoliba AC            | 1:0             | Al Ahly Bengasi       | 1:0            | 0:0              |
| 3      | ASC La Linguère       | 2:2 (p)         | Asante Kotoko         | 2:0            | 0:2              |
| 4      | Sofapaka FC           | 0:2             | Ismaily SC            | 0:0            | 0:2              |
| 5      | US Stade Tamponnaise  | 5:2             | Ajesaia               | 2:1            | 3:1              |
| 6      | Benín 1               | -:-             | Africa Sports         | -:-            | -:-              |
| 7      | Fello Star            | 2:4             | Raja Casablanca       | 1:3            | 1:1              |
| 8      | CD Elá Nguema         | 3:9             | Atlético Petróleos    | 2:3            | 1:6              |
| 9      | Sahel SC              | 2:2             | Club Africain         | 2:1            | 0:1              |
| 10     | Armed Forces FC       | 1:5             | JS Kabylie            | 1:2            | 0:3              |
| 11     | Gazelle FC            | 3:2             | Bayelsa United FC     | 1:0            | 2:2              |
| 12     | Saint George SA       | 2:4             | Al-Merreikh           | 1:1            | 1:3              |
| 13     | East End Lions FC     | 4:5             | Espérance ST          | 2:2            | 2:3              |
| 14     | AS Stade Mandji       | 1:6             | AS Faso-Yennenga      | 0:2            | 1:4              |
| 15     | La Passe FC           | 2:3             | Curepipe Starlight SC | 1:0            | 1:3              |
| 16     | Gaborone United FC    | 2:2             | Orlando Pirates FC    | 0:0            | 2:2              |
| 17     | Young Africans FC     | 2:4             | FC Saint Eloi Lupopo  | 2:3            | 0:1              |
| 18     | Mafunzo FC            | 1:6             | Gunners FC            | 1:2            | 0:4              |
| 19     | AS Tempête Mocaf      | 1:8             | Al-Ittihad            | 1:2            | 0:6              |
| 20     | CF Os Balantas        | 0:3             | Difaa El Jadida       | 0:0            | 0:3              |
| 21     | URA SC                | 1:4             | Zanaco FC             | 1:0            | 0:4              |
| 22     | São Tomé i Príncipe 1 | -:-             | US Douala             | -:-            | -:-              |
| 23     | Diables Noirs         | 3:4             | ES Sétif              | 3:2            | 0:2              |
| 24     | Vital'O FC            | 4:4 (p)         | Tiko United           | 2:2            | 2:2              |
| 25     | Mbabane Swallows      | 3:5             | Supersport United FC  | 1:3            | 2:2              |
| 26     | Apaches Mitsamiouli   | 4:9             | Ferroviário Maputo    | 3:5            | 1:4              |

- Els equips de Benín i de São Tomé i Príncipe es van retirar de la competició.

## Primera Ronda
19/21 de març i 2/4 d'abril de 2010.
| Partit | Equip 1               | Resultat global | Equip 2              | Resultat anada | Resultat tornada |
| ------ | --------------------- | --------------- | -------------------- | -------------- | ---------------- |
| A      | APR FC                | 1:2             | TP Mazambe           | 1:0            | 0:2              |
| B      | Djoliba AC            | 1:1             | ASC La Linguère      | 1:0            | 0:1              |
| C      | Ismaily SC            | 3:2             | US Stade Tamponnaise | 3:1            | 0:1              |
| D      | Africa Sports         | 1:4             | Al-Hilal             | 0:0            | 1:4              |
| E      | Raja Casablanca       | 1:2             | Atlético Petróleos   | 1:1            | 0:1              |
| F      | Club Africain         | 1:2             | JS Kabylie           | 1:1            | 0:1              |
| G      | Gazelle FC            | 1:3             | Al-Merreikh          | 1:1            | 0:2              |
| H      | Espérance ST          | 7:2             | AS Faso-Yennenga     | 4:1            | 3:1              |
| I      | Curepipe Starlight SC | 0:6             | Gaborone United FC   | 0:3            | 0:3              |
| J      | FC Saint Eloi Lupopo  | 0:2             | Dynamos FC           | 0:1            | 0:1              |
| K      | Gunners FC            | 1:2             | Al-Ahly SC           | 1:0            | 0:2              |
| L      | Al-Ittihad            | 2:2             | Difaa El Jadida      | 1:1            | 1:1              |
| M      | Zanaco FC             | 2:1             | ASEC Mimosas         | 1:0            | 1:1              |
| N      | US Douala             | 0:7             | ES Sétif             | 0:2            | 0:5              |
| O      | Tiko United           | 3:3             | Heartland FC         | 2:2            | 1:1              |
| P      | Supersport United FC  | 3:2             | Ferroviário Maputo   | 3:0            | 0:2              |

## Setzens de final
23/25 d'abril i 7/9 de maig de 2010.
| Partit | Equip 1              | Resultat global | Equip 2            | Resultat anada | Resultat tornada |
| ------ | -------------------- | --------------- | ------------------ | -------------- | ---------------- |
| 1      | Djoliba AC           | 0:4             | TP Mazambe         | 0:1            | 0:3              |
| 2      | Al-Hilal             | 1:4             | Ismaily SC         | 0:1            | 1:3              |
| 3      | JS Kabylie           | 3:2             | Atlético Petróleos | 2:0            | 1:2              |
| 4      | Espérance ST         | 4:1             | Al-Merreikh        | 3:0            | 1:1              |
| 5      | Dynamos FC           | 4:2             | Gaborone United FC | 4:1            | 0:1              |
| 6      | Al-Ittihad           | 2:3             | Al-Ahly SC         | 2:0            | 0:3              |
| 7      | ES Sétif             | 3:2             | Zanaco FC          | 1:0            | 2:2              |
| 8      | Supersport United FC | 2:4             | Heartland FC       | 1:1            | 1:3              |

## Fase de grups

### Grup A
| Equip        | PJ | PG | PE | PP | GF | GC | Dif | Punts |
| ------------ | -- | -- | -- | -- | -- | -- | --- | ----- |
| Espérance ST | 6  | 4  | 1  | 1  | 9  | 4  | +5  | '13   |
| TP Mazambe   | 6  | 3  | 2  | 1  | 8  | 7  | +1  | 11    |
| ES Sétif     | 6  | 1  | 3  | 2  | 7  | 6  | +1  | 6     |
| Dynamos FC   | 6  | 1  | 0  | 5  | 2  | 9  | -7  | 3     |

|              | Zimbabwe | Algèria | Tunísia | República Democràtica del Congo |
| ------------ | -------- | ------- | ------- | ------------------------------- |
| Dynamos FC   | –        | 1-0     | 0-1     | 0-2                             |
| ES Sétif     | 3-0      | –       | 0-1     | 0-0                             |
| Espérance ST | 1-0      | 2-2     | –       | 3-0                             |
| TP Mazambe   | 2-1      | 2-2     | 2-1     | –                               |

### Grup B
| Equip        | PJ | PG | PE | PP | GF | GC | Dif | Punts |
| ------------ | -- | -- | -- | -- | -- | -- | --- | ----- |
| JS Kabylie   | 6  | 4  | 2  | 0  | 6  | 2  | +4  | 14    |
| Al-Ahly SC   | 6  | 2  | 2  | 2  | 8  | 9  | -1  | 8     |
| Ismaily SC   | 6  | 2  | 0  | 4  | 7  | 8  | -1  | 6     |
| Heartland FC | 6  | 1  | 2  | 3  | 5  | 7  | -2  | 5     |

|              | Egipte | Nigèria | Egipte | Algèria |
| ------------ | ------ | ------- | ------ | ------- |
| Al-Ahly SC   | –      | 2-1     | 2-1    | 1-1     |
| Heartland FC | 1-1    | –       | 2-1    | 1-1     |
| Ismaily SC   | 4-2    | 1-0     | –      | 0-1     |
| JS Kabylie   | 1-0    | 1-0     | 1-0    | –       |

## Semifinals
1/3 d'octubre i 15/17 d'octubre de 2010.
| Partit | Equip 1    | Resultat global | Equip 2      | Resultat anada | Resultat tornada |
| ------ | ---------- | --------------- | ------------ | -------------- | ---------------- |
| SF1    | Al-Ahly SC | 2:2             | Espérance ST | 2:1            | 0:1              |
| SF2    | TP Mazambe | 3:1             | JS Kabylie   | 3:1            | 0:0              |

## Finals
31 d'octubre/14 de novembre de 2010.
| Partit | Equip 1      | Resultat global | Equip 2    | Resultat anada | Resultat tornada |
| ------ | ------------ | --------------- | ---------- | -------------- | ---------------- |
| SF1    | Espérance ST | 1:6             | TP Mazambe | 0:5            | 1:1              |